# Villers-la-Ville (Francja)
Villers-la-Ville – miejscowość i gmina we Francji, w regionie Burgundia-Franche-Comté, w departamencie Górna Saona.
Według danych na rok 1990 gminę zamieszkiwały 134 osoby, a gęstość zaludnienia wynosiła 23 osoby/km² (wśród 1786 gmin Franche-Comté Villers-la-Ville plasuje się na 609. miejscu pod względem liczby ludności, natomiast pod względem powierzchni na miejscu 737.).